# Daphne DiMera
Daphne DiMera is een personage uit de soapserie Days of our Lives. De rol werd van 1982 tot 1984 gespeeld door actrice Madlyn Rhue.

## Personagebeschrijving

### Daphne in Salem
Daphne was getrouwd met Stefano DiMera, maar vluchtte naar Australië toen ze zwanger was van Tony. Ze wilde niet dat Tony zoals Stefano zou worden, maar Stefano kon hen uiteindelijk toch vinden. In 1982 kwam Daphne naar Salem voor Tony. Toen hij zag hoeveel zijn moeder geleden had onder zijn afwezigheid nam hij haar mee naar Marlena Evans om bij haar in therapie te gaan. Daphne vertelde hoe slecht Stefano was, maar in tegenstelling tot dat zei ze wel dat Tony's vader geweldig was.
Tony probeerde zijn moeder te troosten en vertelde haar alles over zijn privéleven. Hij was verliefd geworden op Renée DuMonde, maar zij had pas ontdekt dat ze de dochter was van Stefano waardoor hun liefde verboden werd. Daphne wilde haar zoon helpen en biechtte haar grote geheim op. Tony was in feite de zoon van haar tuinman Enrico, die Stefano vermoord had toen hij wist dat Daphne met hem geslapen had. Tony checkte het verhaal door zijn bloedgroep met die van Stefano te vergelijken en kwam tot de conclusie dat hij inderdaad niet de zoon van Stefano was. Daphne liet hem zweren om dit niet aan Stefano te zeggen omdat hij hen allebei zou vermoorden dan. Renée was intussen verdergegaan met haar leven en was met David Banning gehuwd. Stefano begon iets te vermoeden en confronteerde Daphne, die de waarheid toegaf. Nog voor hij iets kon doen kreeg hij een beroerte en stierf, (dit was een van zijn vele geveinsde overlijdens). In zijn testament stond dat Tony en Renée een jaar samen in het DiMera-huis moesten wonen vooraleer ze de erfenis kregen. Ook Daphne verhuisde naar het DiMera huis en deed er alles aan om Tony en Renée samen te krijgen, maar dat mislukte nadat Anna Fredericks op de proppen kwam en zwanger werd van Tony.
Daphne kon niets meer doen en begon zich nu te moeien met het leven van Liz Chandler, de eerste vrouw van Tony. Toen Liz per ongeluk Marie Horton neerschoot hielp Daphne haar met dit te verdoezelen. Roman Brady dreigde ermee om Daphne het land uit te zetten waardoor ze uiteindelijk toegaf dat Liz Marie had neergeschoten.
Dan ontdekte Daphne een tweede testament waarin Renée alles erfde. Ze was wanhopig om hen terug samen te krijgen en daar slaagde ze uiteindelijk toch in. Tony en Renée verloofden zich, maar dan kwam de waarheid over het testament aan het licht en ze vertelde iedereen op het verlovingsfeest hierover. De volgende dag werd Renée vermoord teruggevonden en Daphne was de hoofdverdachte tot ontdekt werd dat André DiMera de dader was. André was een van Stefano’s vele neefjes die plastische chirurgie had ondergaan om er precies als Tony uit te zien. Hierna reisde Daphne veel en op een keer bracht ze Kimberly Brady mee uit Europa.
Daphne kreeg een speciaal halssnoer en ze liet Calliope Jones dit gebruiken voor een fotoshoot in Haïti op voorwaarde dat ze mee mocht komen. Het vliegtuig stortte neer en Daphne was als enige zwaargewond, ze stierf in de armen van André, maar dacht dat hij Tony was. Toen ze doorhad dat André haar vasthield wilde ze dit vertellen aan de anderen maar ze stierf voor ze dit kon doen.

### Ontwikkelingen na haar dood
In 1993 keerde Tony na acht jaar afwezigheid terug naar Salem en omdat het toen beter was voor het verhaal dat hij de zoon van Stefano was werd er gezegd dat er ooit een verwarde vrouw gezegd had dat Tony niet de zoon was van Stefano, maar na een bloedtest bleek dat wel zo te zijn.
In 2002 keerde Tony opnieuw terug en na een tijd kwam aan het licht dat Daphne nog een kind had gebaard in Australië en dat ze dit had afgestaan aan haar zuster Philomena Alamain. Het kind was Forrest Alamain en leefde nu in Salem als John Black, de aartsvijand van Tony en Stefano.
In 2007 kwam via Anna Fredericks aan het licht dat André DiMera Tony al meer dan twintig jaar gevangen hield en dat hij zich al die jaren voor Tony had uitgegeven. Tony bleek nu toch niet de zoon van Stefano te zijn, maar van Enrico.
In 2008 werd de geschiedenis helemaal herschreven en bleek John Black toch niet de zoon van Daphne te zijn maar van Colleen Brady en Stefano’s vader Santo DiMera.